# Petar Petrow (Radsportler)
Petar Petrow (bulgarisch Петър Петров; * 3. Januar 1966 in Warna, Bulgarien) ist ein ehemaliger bulgarischer Radrennfahrer und nationaler Meister im Radsport.
Als Amateur (er gehörte dem Verein Lok Sofia an) startete er Anfang der 1980er Jahre viermal bei der Internationalen Friedensfahrt. Neben dem zweiten Rang 1987 konnte er sich mit dem 8. Platz 1985 ebenfalls ausgezeichnet platzieren. 1986 gewann er die sechste Etappe der Rundfahrt und gewann auch die Bergwertung. 1983 wurde er bulgarischer Meister im Einzelzeitfahren.
Petrow war Profi von 1991 bis 1999. In den ersten drei Jahren fuhr er für das portugiesische Radsportteam Tavira-Atum Bom Petisco. Nach einigen Wechseln – er startete ausschließlich für portugiesische Mannschaften – fuhr er in den letzten beiden Jahren seiner Profi-Laufbahn für die portugiesische Mannschaft Gresco-Tavira.

## Erfolge
| Jahr | Erfolg | Erfolg        | Rennen                 |
| ---- | ------ | ------------- | ---------------------- |
| 1985 | Sieger | Gesamtwertung | Bulgarien-Rundfahrt    |
| 1987 | Sieger | Gesamtwertung | Bulgarien-Rundfahrt    |
| 1987 | 2.     | Gesamtwertung | Friedensfahrt          |
| 1988 | Sieger | Bergwertung   | Griechenland-Rundfahrt |

| Jahr | Erfolg | Erfolg        | Rennen              |
| ---- | ------ | ------------- | ------------------- |
| 1991 | Sieger | 3. Etappe     | Portugal-Rundfahrt  |
| 1991 | Sieger | Sprintwertung | Portugal-Rundfahrt  |
| 1996 | 3.     | Gesamtwertung | Bulgarien-Rundfahrt |
| 1998 | Sieger | Sprintwertung | Portugal-Rundfahrt  |

## Berufliches
Petrow hat ein Studium für Eisenbahntechnik abgeschlossen.